# Palo del Colle
Palo del Colle (Pàle in dialetto palese, anticamente designata con Terra di Palo, fino al 1863 chiamata Palo) è un comune italiano di 20 298 abitanti della città metropolitana di Bari in Puglia.

## Geografia fisica

### Territorio
Il territorio comunale, con una superficie di 79,71 km², si estende tra le quote altimetriche 104 e 325 ed è incastonato tra Bitonto (a nord-ovest), Bitetto, Binetto (a est) e Toritto (a sud). Si presenta come una zona rurale e paesaggistica unitaria caratterizzata dalla presenza prevalente di uliveti intervallati da vigneti nonché da mandorleti e frutteti; sono anche presenti aree di macchia mediterranea e alberi ornamentali di alto fusto (generalmente di pini, ma non solo). Il dolce declinare collinoso da nord-est in direzione sud verso le Murge e la presenza di tre lame – di cui la più importante, denominata Lamasinata, dopo aver avuto origine nel territorio di Palo (non molto lontano dal centro abitato, lo attraversa perifericamente in direzione della frazione di Auricarro), procede verso Bitetto e Modugno, sfociando infine nel Mare Adriatico – caratterizzano ulteriormente il territorio.
- Classificazione sismica[7]: zona 3 (sismicità bassa), ordinanza PCM n. 3274 del 20 marzo 2003.

### Clima
Generalmente mediterraneo, il clima di Palo, secondo la classificazione dei climi di Köppen, appartiene alla fascia Cs ossia clima caldo con estate asciutta, caratterizzato da inverni freschi spesso sferzati da venti freddi balcanici ed estati calde e lunghe e non raramente anche torride per l'azione di venti caldi sciroccali. Le temperature medie invernali si aggirano intorno agli 8 °C e quelle estive ai 23 °C, con piovosità annua di poco meno di 600 mm. Possono verificarsi gelate primaverili a causa della notevole escursione termica.
La tabella sottostante mostra i dati dei valori medi registrabili nell'area delle Murge basse, che possono considerarsi attendibili anche per il comune di Palo del Colle, compreso in tale area climatologica.
| Palo del Colle             | Mesi | Mesi | Mesi | Mesi | Mesi | Mesi | Mesi | Mesi | Mesi | Mesi | Mesi | Mesi | Stagioni | Stagioni | Stagioni | Stagioni | Anno |
| Palo del Colle             | Gen  | Feb  | Mar  | Apr  | Mag  | Giu  | Lug  | Ago  | Set  | Ott  | Nov  | Dic  | Inv      | Pri      | Est      | Aut      | Anno |
| -------------------------- | ---- | ---- | ---- | ---- | ---- | ---- | ---- | ---- | ---- | ---- | ---- | ---- | -------- | -------- | -------- | -------- | ---- |
| T. max. media (°C)         | 10,5 | 11,4 | 13,6 | 17,4 | 22,2 | 26,5 | 29,1 | 29,3 | 25,4 | 20,2 | 15,7 | 12,1 | 11,3     | 17,7     | 28,3     | 20,4     | 19,5 |
| T. media (°C)              | 7,3  | 7,9  | 9,8  | 12,9 | 17,3 | 21,4 | 24,0 | 24,1 | 20,8 | 16,3 | 12,2 | 9,0  | 8,1      | 13,3     | 23,2     | 16,4     | 15,3 |
| T. min. media (°C)         | 4,2  | 4,3  | 6,0  | 8,5  | 12,3 | 16,2 | 18,8 | 19,0 | 16,2 | 12,4 | 8,6  | 5,8  | 4,8      | 8,9      | 18,0     | 12,4     | 11,0 |
| Precipitazioni (mm)        | 61   | 64   | 58   | 42   | 39   | 30   | 21   | 27   | 47   | 68   | 74   | 66   | 191      | 139      | 78       | 189      | 597  |
| Umidità relativa media (%) | 78,4 | 77,1 | 75,1 | 72,0 | 69,1 | 65,2 | 61,6 | 63,6 | 70,7 | 77,3 | 79,3 | 79,4 | 78,3     | 72,1     | 63,5     | 75,8     | 72,4 |

- Classificazione climatica[9]:
  - Zona climatica C
  - Gradi giorno 1 435

## Storia

### Origini
La messe di ritrovamenti nel territorio (costituiti prevalentemente da tombe con il loro corredo funerario), dovuti agli archeologi Paolo e Lorenzo Cassalbini, sembra avvalorare l'origine pre-romana dell'abitato, plausibilmente da ascriversi a popolazioni italiche piuttosto che a coloni provenienti dalla Grecia. Alla presenza tali insediamenti è stato ricondotto l'antroponimo Palionenses, citato nella Naturalis historia da Plinio il Vecchio tra gli antichi abitanti della Regio II.
Secondo lo storico Cirielli, tale antroponimo andrebbe ricondotto al toponimo Palìon, mutato in epoca romana in Palium e poi in Palum.

### Sotto la dominazione aragonese

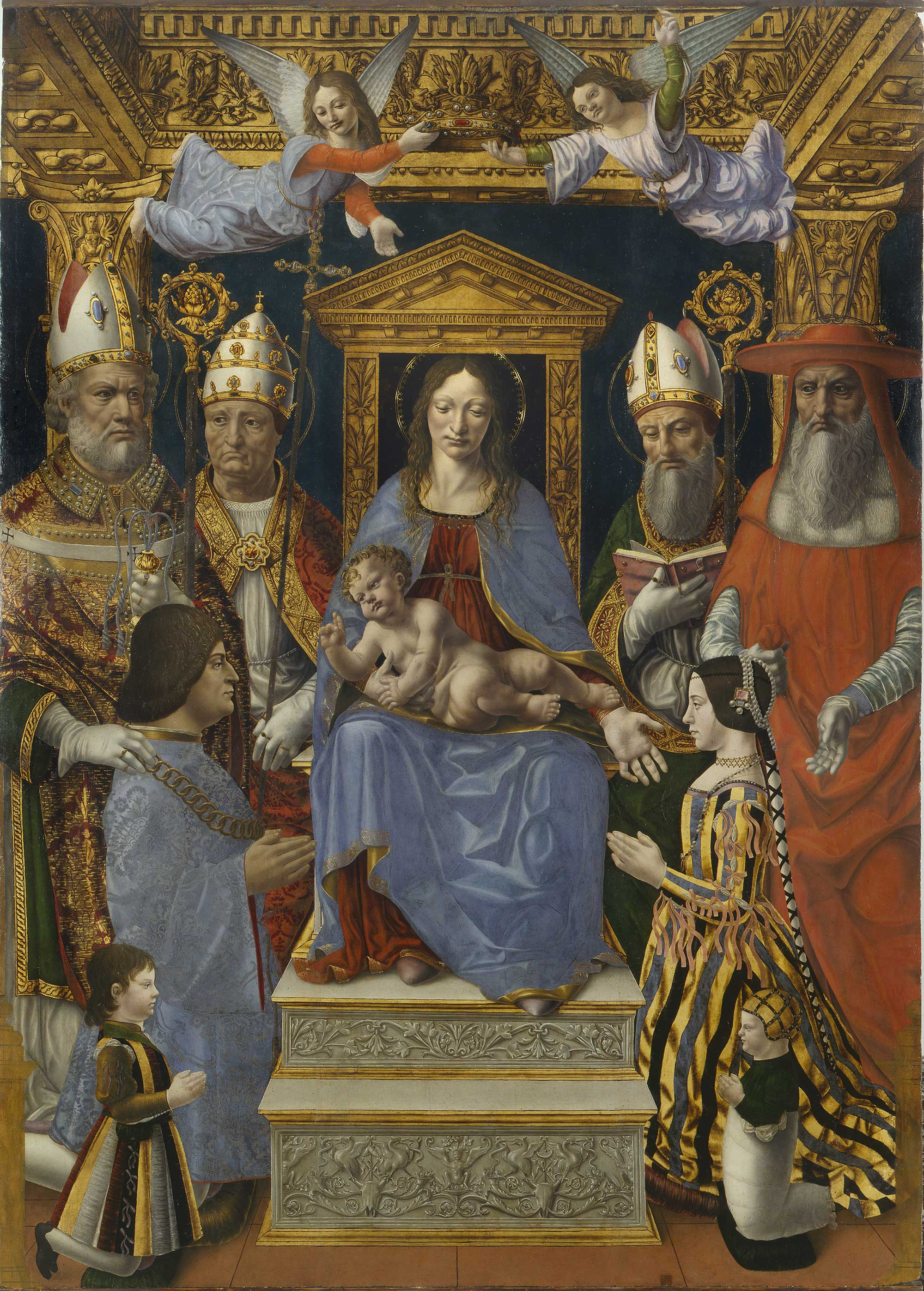
Ludovico il Moro e sua moglie Beatrice d'Este, duchi di Bari, nella Pala Sforzesca.

Nel 1464, Ferrante d'Aragona, re di Napoli, concesse ai suoi alleati della famiglia Sforza Palo del Colle con Modugno e Bari, a formare un ducato. Nel 1465 fu investito del ducato Sforza Maria, terzogenito di Francesco Sforza, in vista del suo matrimonio con Eleonora d'Aragona, figlia del re, e col consenso del padre Francesco, che rinunciava così ai propri diritti sui feudi donati al figlio, compreso Palo. Sforza Maria fu, tra l'altro, l'unico Sforza a recarsi personalmente nei territori a lui intestati, durante l'esilio barese del 1477-1478. Morto quest'ultimo nel 1479 senza figli, il ducato passò al di lui fratello Ludovico il Moro e, a partire dall'anno successivo, anche alla sua promessa sposa Beatrice d'Este, per volontà dell'avo Ferrante che gliela concedeva in matrimonio. Alla morte di Beatrice, nel 1497, Ludovico (ormai duca di Milano) cedette l'intero ducato di Bari al loro secondogenito Sforza Francesco, ma questi non ne godette che fino al 1499, poiché a causa dell'imminente invasione francese del ducato di Milano e di una confusa e infruttuosa manovra politica del padre Ludovico, Palo con l'intero ducato di Bari fu occupato da Isabella d'Aragona, pur continuando a esserne titolare Francesco.

### Simboli

Gonfalone civico alternativo

Lo stemma e il gonfalone del comune di Palo del Colle sono stati riconosciuti con decreto del capo del governo del 12 luglio 1935. Lo stemma municipale rappresenta un terrazzino su sfondo azzurro, armato di lancia, sostenuto da un monte di tre cime e circondato dall'iscrizione latina Nescit otiari virtus. Lo scudo è sormontato da corona marchionale. Il gonfalone concesso è un drappo di bianco, sebbene il comune utilizzi alternativamente una variante partita di bianco e di azzurro...

## Monumenti e luoghi d'interesse

### Architetture religiose

#### Chiesa della Madonna della Stella
La chiesa è ubicata sulla strada che conduce alla frazione bitontina di Palombaio.

#### Chiesa della Madonna di Juso
La chiesa, ubicata nei pressi della strada provinciale che conduce a Binetto, venne edificata nel XIV secolo. La facciata semplice, con unica porta d'ingresso è sormontata da un piccolo campanile a vela. L'edificio di pianta rettangolare è diviso in due ambienti, comunicanti tra loro tramite due archi a tutto sesto. Nella chiesa si conservano dipinti, raffiguranti schiere di santi e immagini della Vergine Maria. Alcuni dipinti di pregevole fattura sono attribuibili al pittore quattrocentesco Giovanni di Francia. La chiesa è cinta da alte mura a secco, con unico cancello d'accesso, sormontato da un campanile a vela, che originariamente era ubicato presso la chiesa di S. Giovanni, nella terra vecchia di Palo, demolita negli anni cinquanta del Novecento.

#### Chiesa del Purgatorio
Di fronte alla chiesa matrice sorge la chiesa del Purgatorio. Fu costruita negli anni 1669-1673, mentre la facciata è del 1708. È un fulgido esempio di stile barocco. Il portale centrale è arricchito di un piccolo gruppo di sculture, sovrastato da un orologio solare del 1881. II robusto e severo campanile è del 1734. Questa chiesa fu edificata per i nobili di Palo.

#### Chiesa della Madonna del Carmine e San Francesco da Paola
Dal catasto onciario di Palo del 1633, si apprende dell'esistenza di una cappella dedicata alla Madonna del Carmine, che venne demolita nel 1883, perché pericolante. Era ubicata nell'attuale via Ruggiero, anticamente chiamata Giro del Carmine. La nuova chiesa venne edificata nel 1893, alle spalle della chiesa madre e nelle vicinanze della vecchia cappella. Dedicata a Maria Santissima del Monte Carmelo e San Francesco da Paola, è sede dell'omonima confraternita e custodisce i simulacri dei due santi.

#### Chiesa di San Giuseppe

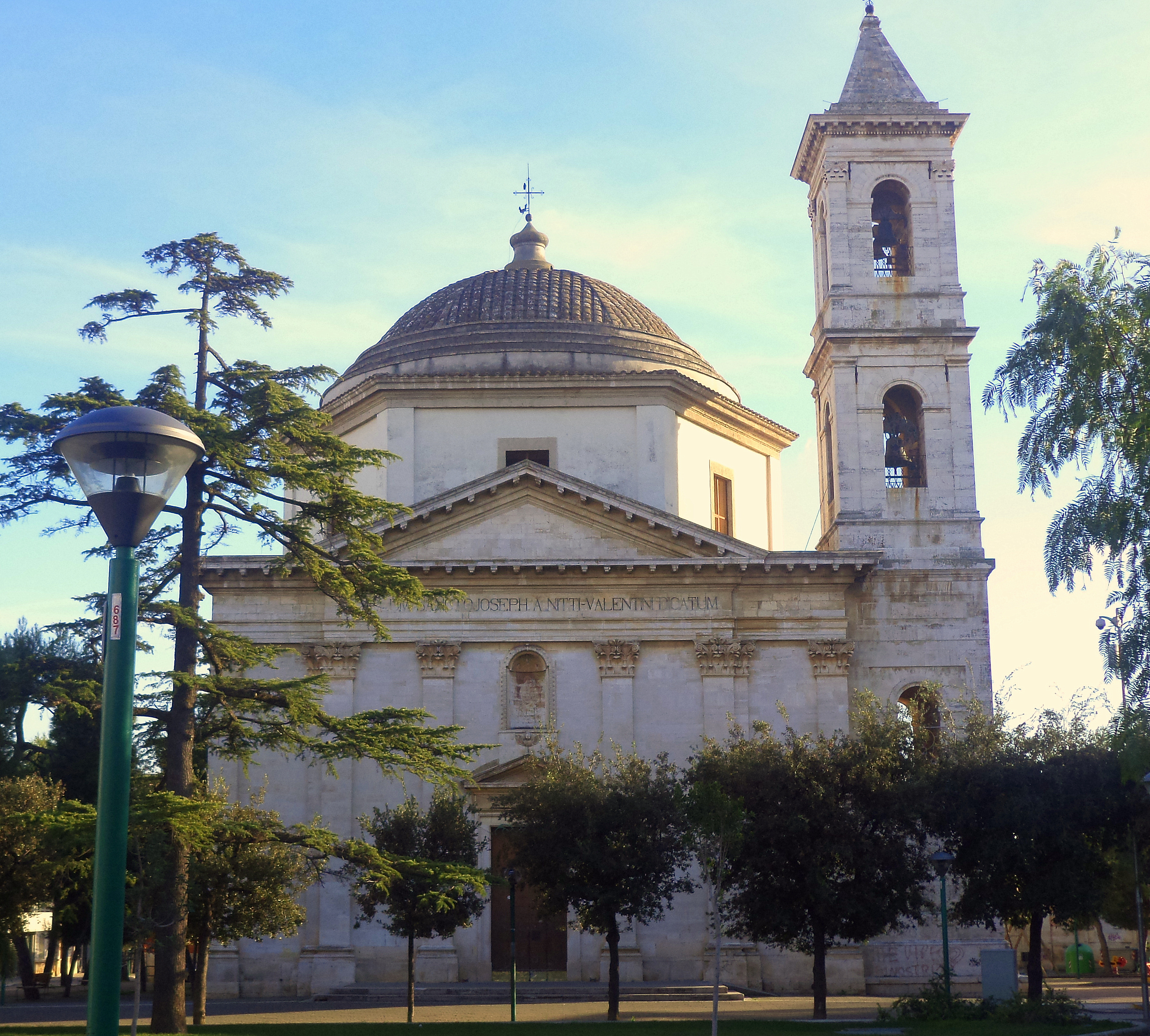
Chiesa di San Giuseppe. Prospetto.

Nel 1836 l'assemblea degli affiliati alla pia associazione Congrega di San Giuseppe e di San Vincenzo de' Paoli (istituita a Palo il 14 giugno 1789 nella preesistente cappella di San Nicola), deliberò di edificare una nuova chiesa dedicata al culto di San Giuseppe. Su proposta del Comune fu deciso, con deliberazione decurionale del 20 marzo 1836, di costruire l'edificio su un terreno demaniale situato a valle del centro abitato, nell'odierna piazza Diaz, denominata Lago (in realtà uno stagno, creatosi per la particolare conformazione urbanistica della cittadina: era una zona dove confluivano, ristagnando pericolosamente, le acque meteoriche provenienti dalla cima del colle. L'accumularsi di detriti, immondizie e crisiale – residui delle saponerie esistenti all'epoca -, rendevano questo luogo particolarmente malsano. In questo contesto, dunque, si giustifica la proposta dell'amministrazione comunale: la costruzione del tempio avrebbe comportato lavori di bonifica risolvendo, prevenendoli, gravi problemi di natura sanitaria e di igiene pubblica). A tal proposito il Comune cedette un'area, pari a ordini tre e passi 13 dell'antica misura napoletana, alla Congrega con l'esplicita dichiarazione che il suolo doveva servire «per erigere il nuovo tempio, con due sottanini adiacenti per uso di sagrestia e di deposito» e «il prospetto della chiesa doveva fronteggiare la strada detta del lago» (l'odierno Corso Garibaldi). Su progetto dell'architetto Domenico Fallacara di Bari, assistito dal figlio Vincenzo, i lavori, eseguiti dall'imprenditore edile Giuseppe Conte e dal figlio Gaetano, iniziarono il 25 luglio 1837 con la posa solenne della prima pietra da parte del direttore spirituale della Congrega – don Domenico Andriola – e ultimati nel 1841. Il 5 settembre dello stesso anno fu benedetta e inaugurata dal medesimo sacerdote.
I costi sostenuti risultarono tuttavia maggiori rispetto ai fondi raccolti e disponibili attraverso oblazioni e donazioni varie dei fedeli e il disavanzo fu ripianato da don Giuseppe Frasca Santeramo prima e alla morte di questi dalla di lui vedova donna Domenica Valentini, la quale si dimostrò, nel tempo, vera benefattrice nei riguardi sia della Congrega, sia della fabbrica della chiesa. Infatti il 19 febbraio 1851, donò un capitale censo di 120 ducati all'associazione e nel 1853 fece costruire, a sue spese, il campanile (direttore tecnico dei lavori l'ingegnere don Vincenzo Danisi), dotandolo di campana (realizzata a Palo dal Ripandelli). Nel 1855, sempre a proprio carico, fu pavimentata la chiesa e nel 1857 realizzato l'altare maggiore in marmo. Dotò inoltre il nuovo tempio di innumerevoli arredi sacri risultando, alla fine, notevole il pio apporto della nobildonna, tanto da indurre la Congrega, in segno di ringraziamento e riconoscenza perpetue, a dichiarare, con delibera del 26 luglio 1857, la chiesa di San Giuseppe di patronato della suddetta benefattrice. Sull'architrave del timpano del prospetto principale, è incisa un'iscrizione in latino che tramanda e testimonia ai posteri la volontà espressa nella delibera suindicata. Tra le opere d'arte che arricchiscono la chiesa di San Giuseppe, si segnalano il quadro del Crocifisso (collocato sull'omonimo altare) donato da Giovanni Nardi e la tela della Fuga in Egitto, opera della pittrice Anna Rolli (1816-1851).

#### Chiesa di San Rocco
La più antica notizia, apparentemente certa, circa l'esistenza in Palo di una chiesa di S. Rocco fuori da le mura, si trova nel Liber Baptizator (anni 1555-1575) alla data del 1º gennaio 1556. Ulteriori informazioni in merito emergono dai Catasti Onciari del 1663 e del 1752 che fanno riferimento rispettivamente a San Rocco e alla strada di S. Rocco; dunque non è certo che all'epoca esistesse una chiesa, bensì forse una zona o contrada intitolata al santo. Comunque sia, nel XVIII secolo un edificio dedicato al Taumaturgo già doveva risultare in rovina, tanto da indurre la Confraternita di S. Rocco (fondatasi con regio assenso di Ferdinando IV il 23 ottobre 1789) a costruire una nuova chiesa in onore di S. Rocco con delibera del 14 marzo 1790. I lavori sembrano essere stati iniziati nel 1798, come suggerirebbe una lapide marmorea, collocata sulla destra dell'ingresso che si apre su via XXIV Maggio, contenente la lista dei benefattori che contribuirono all'erezione dell'edificio, datata appunto in quell'anno. Da ricerche di archivio effettuate nel XX secolo da don Matteo Giuliani, si apprende che nel 1824 il manufatto già richiedesse lavori di restauro. Nel 1828 furono raccolti ulteriori fondi (dopo che la ristrutturazione del 1824 non produsse i risultati sperati), e commissionati a Giuseppe Conte i lavori di costruzione di un sottano tutt'oggi esistente. Nel 1843 furono abbattute le vecchie volte, innalzati i muri laterali e la parete posteriore (le strutture esistenti furono sostituite da due volte a vela e altrettante a botte, in sequenza alternata) e ripristinati gli altari. Tali interventi, terminati il 14 ottobre 1843, furono affidati a Girolamo Lovero che operò su progetto dell'architetto Vincenzo Fallacara di Bari. Nel 1867 si aggiunse l'altare maggiore marmoreo – oggi detto della Madonna di La Salette – e tra il 1884 e il 1888 si provvide ad ampliare la chiesa a nord, con la costruzione di un manufatto di pari volumetria e nel medesimo stile del primo, creando un nuovo prospetto e portale, che si affaccia sull'odierna piazza Dante. Nel 1898, infine, venne aggiunto il campanile. La facciata di levante, dunque, è tutto ciò che resta dell'originaria chiesa, preesistente ai lavori di ampliamento della seconda metà dell'Ottocento. Tra le opere d'arte che arricchiscono questa chiesa, vanno citate la statua in legno raffigurante San Rocco del 1797, opera di Riccardo Brudaglio di Andria; gli affreschi del pittore barese Umberto Colonna, realizzati nel 1958 e raffiguranti S. Rocco pellegrino e la Madonna di La Salette. Una statua settecentesca effigiante la medesima Madonna; una statua di San Michele Arcangelo e una di S. Luigi, coeve alla prima. Meritano menzione, inoltre, un dipinto del 1937, S. Teresa del Bambino Gesù, del Colonna e due tele ottocentesche collocate nella sagrestia: la prima raffigurante L'apparizione dell'Arcangelo Gabriele a Tobia e la seconda il Sacro Presepio. L'organo, acquistato dalla Confraternita nel 1886 per la somma di 250 L. (che sostituì il preesistente del 1820). La chiesa, chiusa per restauri, verrà riaperta il 2 agosto 2015.

#### Chiesa di San Vito Martire
La chiesa è stata edificata, grazie al generoso contributo di Francesco Muscatiello, che per grazia ricevuta, volle fortemente la costruzione di un edificio sacro in onore del Santo. La chiesa fu consacrata nel 1921 e divenne parrocchia nel 1931. L'edificio a forma rettangolare è diviso in tre navate ed ha un catino absidale che reca un bel mosaico del Cristo Redentore. La facciata della chiesa, ha una zona centrale cuspidata, rifinita con un susseguirsi di colonnine con al culmine, una nicchia contenente l'immagine della Vergine. Due ali spioventi più basse, concludono la facciata. Sulla medesima ci sono ben tre rosoni, di cui quello più grande è posto al centro della facciata. Si accede alla chiesa tramite un portone centrale, dove due colonne con capitelli, sorreggono un timpano triangolare. La facciata è impreziosita da un mosaico di San Vito martire che riporta la seguente iscrizione: «IN. HONOREM. S. VITY MARTYRIS. FRANCISCO. MUSCATIELLO. D. A.D. MCMXXI». Sul lato destro della chiesa si erge un campanile a tre piani e nel mezzo, orologi scandiscono il tempo dell'omonimo quartiere. A Palo del Colle, il 15 giugno di ogni anno, si festeggia San Vito martire, portando in processione il simulacro del Santo.

#### Chiesa di Santa Maria La Porta

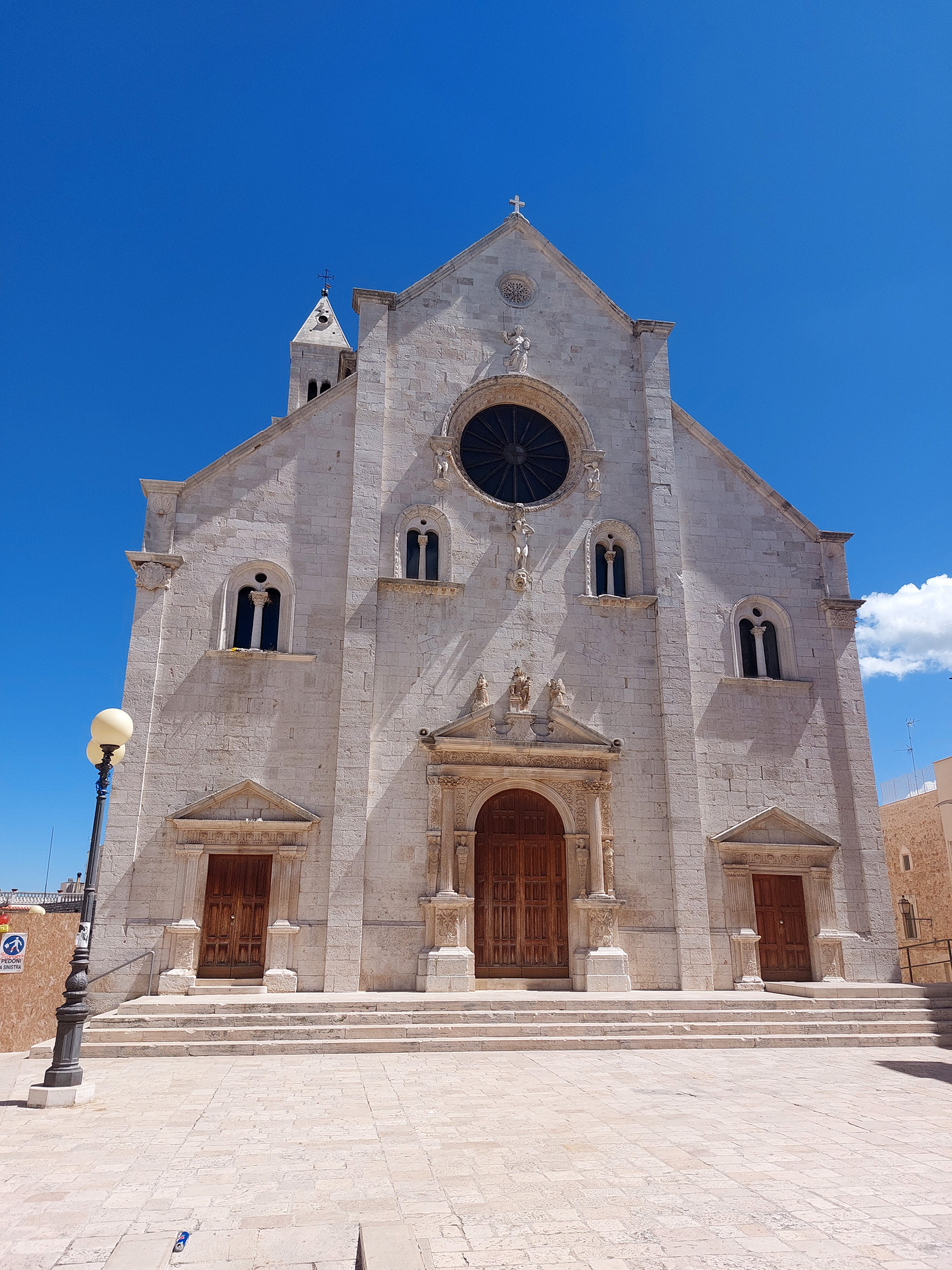
Facciata della chiesa di Santa Maria La Porta

La chiesa madre intitolata a Santa Maria la Porta, protettrice di Palo del Colle, venne edificata nel sec. XII e ampliata e ristrutturata nel 1500, a cura della regina Bona Sforza, (regina di Polonia e duchessa della terra di Palo). La facciata principale, prospiciente piazza della Minerva, ha una zona centrale cuspidata e ali laterali spioventi più basse. Quattro bifore ed un grande rosone centrale, ornato da statue e bassorilievi, quali Giuditta con la testa di Oloferne ed Ercole con il leone Nemeo, concludono la facciata. Si accede da un portale centrale, qualificato dalla presenza di elementi architettonici, quali capitelli corinzi posti su plinti, che sorreggono il timpano, adornato da angeli e dall'immagine di Santa Maria la Porta. Due portali minori affiancano il portone centrale. La facciata nord, prospiciente piazza S. Croce, è costituita da un transetto cuspidato, contenente un grande rosone adornato da sculture e da due bifore. Sempre sul lato nord della matrice, si eleva il campanile trecentesco, comunemente chiamato spione. Alto 49 metri e culminante con cuspide piramidale, contiene su tutte le facciate, aperture a bifora, trifora e quadrifora. La facciata sud, prospiciente la terra vecchia di Palo, conserva un gran bel rosone, adornato anch'esso da sculture. L'edificio ha uno sviluppo longitudinale a tre navate, separate tra loro da una successione di archi a tutto sesto, poggianti su una serie di colonne. Sopra gli archi insiste un cornicione a mensola che sorregge i matronei composti da trifore. Infine sul cleristorio si aprono sei monofore per lato. Il soffitto è costituito da capriate in legno. Le navate laterali terminano con fornici d'attacco al transetto e sono sormontate da bifore. La navata laterale di sinistra termina con una cappella, che ospita l'immagine lignea del S.S. Crocifisso di Auricarro, patrono di Palo del Colle. La medesima navata, inoltre, ospita il simulacro ottocentesco di Santa Maria la Porta. Un arco trionfale con stucchi settecenteschi, delimita lo spazio fra le navate e l'area presbiterale. Il presbiterio è sormontato da una cupola, poggiante su un tamburo cilindrico. La cupola insiste su quattro archi sorretti da pilatri, modellati da lesene scanalate e rivestite di stucco. Sulla parete di fondo, si apre un catino absidale, affrescato con angeli in ascesa e con la Trinità tra gloria d'angeli. Nell'abside trova posto un altare settecentesco, donato dal principe Giovan Battista Filomarino, feudatario di Palo. Due ancone ospitano un dipinto bizantino ed uno ottocentesco di Santa Maria la Porta. Per due scale simmetriche, poste ai piedi del presbiterio, si accede alla cripta dedicata al S.S. Sacramento. La cripta è composta da campate quadrate con volte a crociera, sostenute da pilastrini. Si conserva un altare dedicato al S.S. Sacramento, realizzato in lamine d'argento e rame dorato del 1751, dello scultore di scuola napoletana, Francesco Avellino. Nella medesima, si conserva il corpo di santa Damaride, proveniente dalle catacombe di Sant'Ippolito in Roma. Da una porta, si accede ad un vano di quota più bassa rispetto al piano di calpestio della cripta. Questo vano suddiviso in tre file di pilastri è coperto da voltine e si estende sotto la navata centrale della chiesa superiore. Questo vano che la tradizione vuole come testimonianza della prima chiesa, fino al 1800, veniva usato come sepolcreto. La chiesa conserva uno splendido fonte battesimale del 1500 e molte lapidi commemorative di famiglie nobili e alti prelati, che nel corso della storia hanno reso omaggio a questo edificio e alla comunità palese. L'edificio conserva dipinti e tele di pregevole fattura artistica di vari pittori, alcuni noti, quali il fiammingo Gaspar Hovic, il Quercia e il bitontino Carlo Rosa.

#### Chiesa di Santa Maria Assunta in San Sebastiano
In principio fu edificata una cappella in onore di Santa Maria Assunta, molto probabilmente nel 1350, in seguito allo scampato eccidio, durante l'assedio del feudo, da parte delle truppe di re Luigi d'Ungheria (15-17 luglio 1349), che rasero al suolo l'antica Auricarro, fatta eccezione dell'antica chiesa di Santa Maria della Croce. Nel 1667 la confraternita di Santa Maria Assunta, acquista un immobile attiguo la vecchia cappella, dove verrà costruita la nuova chiesa. Nel 1764, la medesima confraternita, acquista un altro immobile attiguo la chiesa, per costruirvi la sacrestia. Nel 1950, dopo restauri, viene eretta a parrocchia. La chiesa presenta una semplice facciata, conclusa da un frontone cuspidato, con unico portale d'ingresso e da una finestra arcuata. Un campanile a due piani ne completa la facciata principale. La pianta della chiesa è costituita da un'unica navata e con volta a botte. Nella chiesa si conservano tele ottocentesche, raffiguranti la nascita di Maria, l'Assunzione, l'Annunciazione e la visita di Maria a Elisabetta. Si conservano statue in cartapesta raffiguranti la via Crucis, portate in processione dai devoti il Venerdì Santo. Di pregevole fattura artistica la statua in cartapesta leccese, di S. Antonio da Padova, realizzata dal cav. G. Manzo nel 1927. La chiesa ha custodito tra il 1829 e il 1842, il corpo di Santa Damaride (oggi custodito nella cripta della chiesa madre), proveniente dalle catacombe di San Ippolito in Roma.

#### Altre chiese
Altre chiese sono:
- Cappella Ficarella detta Francavilla;
- Cappella Santa Maria dei Martiri;
- Chiesa della Madonna delle Grazie;
- Chiesa dello Spirito Santo;
- Chiesa di San Domenico.

### Architetture civili

#### Palazzo Curci
È situato in via San Domenico (attualmente denominata via Umberto I) dal civico 37 in su. Al suo interno è presente un arco con affresco votivo (detto Curci).

#### Palazzo Della Mura
È situato in Piazza Santa Croce accanto alla chiesa del Purgatorio. Costruito nel 1400, la sua facciata presenta paramento con conci di pietra a faccia vista, e due archetti che snelliscono la struttura severa del palazzo.

#### Palazzo Filomarino Della Rocca
Incorporando i resti dell'antico castello svevo, edificato dal feudatario Amerigo de Saveriis o Savarin, su volere dell'imperatore Federico II di Svevia nel 1255, il Palazzo del Principe (così indicato dai palesi) domina il profilo della sommità del colle. Attribuito alla magnanimità di Giambattista Filomarino III, l'opera risulta non completata poiché Giacomo Filomarino, ultimo feudatario di Palo, non ebbe modo di terminare i lavori in seguito all'abolizione del Feudalesimo con il diffondersi, nell'Europa del tempo, dei principi veicolati dalla Rivoluzione francese. L'edificio è stato fatto oggetto, recentemente, di lavori di restauro (durante i quali è stato possibile notare l'attacco dei muri portanti in pietra sulla roccia madre – non livellata – in alcuni punti che, insieme a locali con volte e archi a sesto acuto, i costoloni, le volte a crociera, incisione dei lapidei, finestre tompagnate e monofore visibili nel cortile interno e nell'androne d'ingresso, testimoniano la presenza della vecchia struttura medievale). Nel complesso, pur risultando deturpato nell'espressione architettonica originaria con l'inserimento (in tempi moderni) di balconi e l'apertura di finestre soprattutto lungo il prospetto maggiore che si affaccia su "Piazza Santa Croce"; suddiviso oggi in unità abitative private, locali a deposito e sedi di attività commerciali e di aggregazione sociale, l'opera con il corpo centrale modulato su tre livelli di aperture orizzontali e una serie di lesene a scandirne la verticalità; quattro corpi di fabbrica secondari angolari avanzati rispetto al principale e il monumentale ingresso sormontato dal lapideo blasone della nobile famiglia dei Filomarino d'Aspide, preserva i caratteri stilistici di un edificio neoclassico.

#### Palazzo Guaccero
È situato sulla strada di accesso al Paese arrivando da Bitonto. Nel 2012 è stato oggetto di una profonda ristrutturazione.

#### Palazzo Ricchioni
Costruito dall'architetto Luigi Castellucci nel 1867 in perfetto stile neoclassico.

#### Palazzo San Domenico
Corrisponde all'attuale sede del Municipio in Via Umberto I.

#### Piazza Santa Croce
La piazza è situata nel punto più alto del paese. Anticamente chiamata "Largo della Croce" è dedicata al patrono della cittadina, il S.S. Crocifisso di Auricarro. Qui troneggiano sul resto dell'abitato i monumenti più importanti: la chiesa matrice col suo campanile, la chiesa del Purgatorio, il Palazzo del Principe e il Palazzo della Mura, ovvero i vecchi simboli del potere spirituale e di quello temporale. La piazza coincide con l'incrocio di varie strade, spazio che in passato generalmente era dedicato al foro boario e che poi è divenuto la piazza principale del paese. È questo uno schema tipico pugliese dove l'urbanizzazione "extra moenia" ha come elemento di cerniera rispetto alle parti più antiche proprio la grande piazza: intorno a questo nucleo, partendo dalla zona a sud è nato il primo suburbio contadino esterno alle mura. La successiva espansione è avvenuta secondo una scacchiera dalla maglia estremamente ridotta e con vie molto strette. È questo un tipico caso di espansione otto-novecentesca fatta di piccole case di sottoproletariato contadino dagli standard abitativi molto ridotti, che si conserva ancora nel quartiere San Vito, chiamato così dall'omonima chiesa.

## Società

### Evoluzione demografica
Abitanti censiti

### Etnie e minoranze straniere
Gli stranieri residenti nel comune sono 440. Di seguito sono riportati i gruppi più consistenti:
- Romania, 83
- Albania, 71
- India, 55
- Marocco, 30
- Bulgaria, 24

### Dialetto

#### Introduzione
Il dialetto palese (u dialétte palàise) appartiene al gruppo dei dialetti della Puglia centrale. Come qualsiasi altro idioma locale, la "parlata" palese si è strutturata e formata nel tempo modificandosi con l'avvicendarsi dei vari popoli che hanno interessato la Terra di Bari. Un susseguirsi di avvenimenti storici e conseguenziali influenze sul dialetto medesimo che giustificano – almeno in parte – l'attuale struttura fonosintattica e morfologica. Non è un caso che nel lessico sopravvivano termini provenienti dallo spagnolo, francese (es. sciafférre = autista dal fr. chauffeur; buàtte = scatola dal fr. boite), longobardo, arabo (es: lemòne = limone dall'arabo limun; caràffe = caraffa dall'arabo carrafa; marànge = arancia dall'arabo narangí) e bizantino. Mancando studi sistematici e specialistici – supportati da scientifica coerenza –, la "volgarizzazione" del palese, in termini letterari e grafologici, è affidata all'opera di studiosi ed appassionati di storia locale e non. Rimane da segnalare la diversa dizione che contraddistingue il dialetto "corrente-popolare" da quello "arcaico-ingentilito" (quest'ultimo sempre più raro e quasi scomparso del tutto), il primo caratterizzato da una pronuncia più aperta (es. faròine = it. farina), il secondo più chiuso (faríne).

#### Morfologia e fonosintassi

##### Accento
Sulle "a" è sempre grave, sulle "i" e "u" acuto. Sulle vocali "e" e "o" è grave quando hanno suono aperto (es. arellògge = orologio; sécce = seppia) acuto se stretto (affòre = fuori; mméle = miele). In ogni caso ha sempre funzione tonica e nelle parole piane non viene utilizzato sulle "a", "i" e "u", se non quando serva per altre esigenze. Nelle parole sdrucciole è sempre utilizzato e sulle "e" e "o" assume anche funzione fonica.
Vuoi(in palese)vuole la freccia in basso
Vuoi(in barese)vuole la freccia in alto

##### Trascrizione e dizione
Le "a", "à", "i", "í", "u", "ù" si pronunciano come le corrispettive – atone e toniche – italiane, mentre le "è" e "ò" come le aperte (sempre in sillaba tonica). Le "é" e "ó" – in sillaba tonica – come le italiane chiuse. La vocale "e" muta indistinta (o schwa), come nel francese mére (= madre), non è mai accentata (es. melàune = melone) e può essere trascritta con il segno ə (quindi: mlàun o mlàun=; pape o Pàp = Papa). Con il segno "u" si trascrivono gli articoli "il" e "lo" (u dialétte = il dialetto; u sfalzòine = lo sfalzino), restando invariato il genere femminile "la" (la Madónne = la Madonna). Gli articoli determinativi plurali si trascrivono con il segno "i" (i muàrse = i morsi; i làmie = le volte; i acérre = gli uccelli), assumendo valore di semivocale o semiconsonante, insieme a "i", all'inizio di parole seguite da vocali accentate (u iàzze = il giaciglio; u àche = il lago) o intervocaliche (es. assàie = assai). I suoni corrispondenti agli italiani "chi" di chiacchiere e "cchi" di secchio, "ghi" di ghiaccio, "gghi" di agghiacciare si trascrivono rispettivamente con chie, cchie, ghie e gghie (es. chiàcchiere; sícchie; ghiàcce; agghiacciàie). La "c" con suono duro (come in "che") può essere trascritto con il segno "k". La "g" di figlio in gghie (fígghie). Le parole che contengono sck, vanno pronunciate come nel napoletano scala (vale a dire il suono sc nell'italiana scempio seguito dal suono k, per esempio). Nel palese va registrata l'abbondante presenza di variazioni vocaliche – all'interno dei fonemi medesimi – dovute alle alterazioni delle stesse (in sillabe toniche) sotto l'influsso delle vocali delle sillabe finali – metafonesi. Molti vocaboli nel cambiare genere o nel passare dal singolare al plurale, cambiano aspetto (la megghiére = la moglie, i megghiàre = le mogli; u patràune = il padrone, la patràune = la padrona; u vécchie = il vecchio, i vàcchie = i vecchi).

## Cultura

### Istruzione

#### Biblioteche
La Biblioteca Comunale "Mons. G. M. Giuliani" fu fondata nel 1946 da un comitato di cittadini palesi guidati da monsignor Giuliani, che la diresse sino al 1974. Nel 1952 ottenne riconoscimento giuridico da parte dell'amministrazione comunale. Il patrimonio bibliografico conta complessivamente cinquantamila unità, tra le quali il fondo antico e raro, costituito da pergamene che riproducono diplomi di laurea sette e ottocenteschi in medicina, giurisprudenza e geologia dell'Università di Napoli, quattro atlanti geografici settecenteschi del Bonghi, con incisioni in rame, e tre tele coeve di scuola napoletana. La biblioteca è anche sede dell'Archivio Storico comunale, in fase di riordino, che comprende una sezione preunitaria e l'altra successiva all'unità d'Italia. Di notevole interesse storico-artistico e culturale è un manoscritto musicale membranaceo del XII secolo.

#### Scuole
- Scuole Primarie: 6
- Scuole Secondarie di I grado: 0
- Scuole dell'infanzia: 4

#### Radio
- Radio Onda Stereo Palo[30]

### Stampa
- Il Faro Palese (periodico trimestrale)

### Teatro
Dall'anno accademico 2013-2014 la città ospita la nuova sede dell'unica accademia teatrale stabile della Puglia, ovvero ITACA, una scuola triennale per attori e registi. Le attività didattiche si svolgono presso il Laboratorio Urbano Rigenera, del quale l'accademia è ente gestore. La scuola è diretta dal regista teatrale palese Nicola Vero.

### Cinema
A Palo del Colle è stato girato il film Tutto l'amore che c'è (2000) con un cast che annovera tra gli altri Vittoria Puccini e Gérard Depardieu, per la regia di Sergio Rubini.

## Infrastrutture e trasporti

### Strade
- Strada statale 96 Barese
  - svincoli: Palo del Colle sud, Palo del Colle centro, Palo del Colle nord.

### Ferrovie

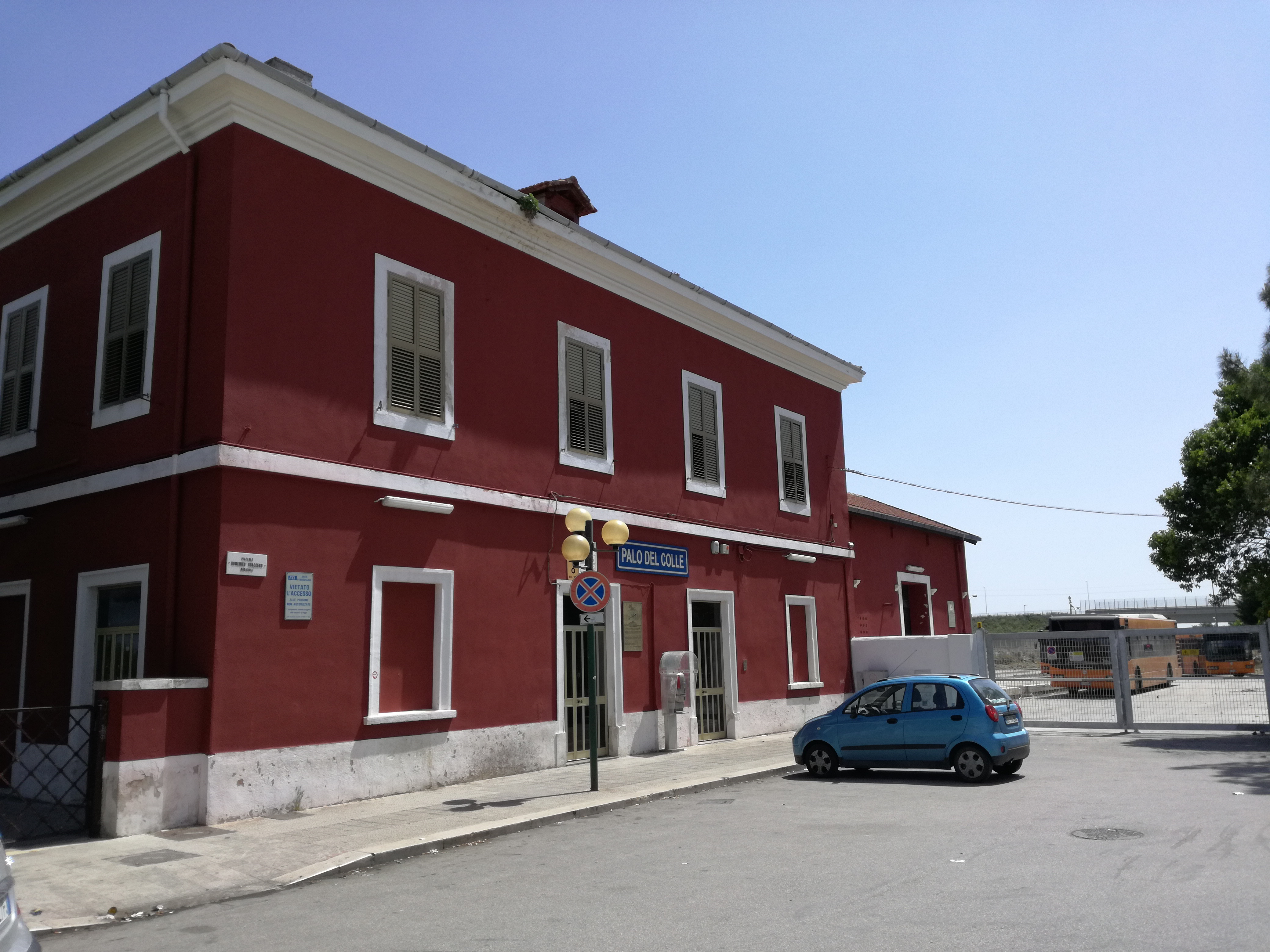
Esterno della stazione delle Ferrovie Appulo Lucane.

La città dispone di un impianto ferroviario:
- Stazione di Palo del Colle gestita dalle Ferrovie Appulo Lucane (Bari - Altamura - Matera), che collega Bari a Matera passando attraverso altri comuni minori quali tra questi Altamura, Modugno, Grumo Appula, Binetto e Toritto.

Inoltre ad alcuni chilometri di distanza, in località Bitetto, è posta la stazione RFI di Bitetto-Palo del Colle, posta sulla linea Bari–Taranto.

## Amministrazione
Di seguito è presentata una tabella relativa alle amministrazioni che si sono succedute in questo comune.
| Periodo         | Periodo         | Primo cittadino         | Partito                               | Carica              | Note   |
| --------------- | --------------- | ----------------------- | ------------------------------------- | ------------------- | ------ |
| 10 aprile 1986  | 12 giugno 1990  | Domenico Frisone        | Democrazia Cristiana                  | Sindaco             | [ 31 ] |
| 12 giugno 1990  | 22 marzo 1993   | Nicola Cutrone          | Democrazia Cristiana                  | Sindaco             | [ 31 ] |
| 17 maggio 1993  | 24 aprile 1995  | Tommaso Mastrandrea     | Democrazia Cristiana                  | Sindaco             | [ 31 ] |
| 24 aprile 1995  | 22 aprile 1996  | Nicola Terlizzese       | centro-sinistra                       | Sindaco             | [ 31 ] |
| 22 aprile 1996  | 2 dicembre 1996 | Gerardo Bisogno         | -                                     | Comm. pref.         | [ 31 ] |
| 6 dicembre 1996 | 28 maggio 2001  | Antonio Schinaia        | centro-sinistra                       | Sindaco             | [ 31 ] |
| 28 maggio 2001  | 9 giugno 2005   | Maria Mugnolo Porzia    | centro-sinistra                       | Sindaco             | [ 31 ] |
| 28 luglio 2005  | 30 maggio 2006  | Maria Filomena Dabbicco | -                                     | Comm. straordinario | [ 31 ] |
| 30 maggio 2006  | 18 maggio 2011  | Luigi Rosario Viola     | centro-sinistra                       | Sindaco             | [ 31 ] |
| 18 maggio 2011  | 20 giugno 2016  | Domenico Conte          | lista civica "Domenico Conte sindaco" | Sindaco             | [ 31 ] |
| 20 giugno 2016  | 8 aprile 2019   | Anna Zaccheo            | centro-sinistra                       | Sindaco             | [ 31 ] |
| 8 aprile 2019   | 5 ottobre 2020  | Rossana Riflesso        | -                                     | Comm. straordinario | [ 31 ] |
| 5 ottobre 2020  | in carica       | Tommaso Amendolara      | centro-sinistra                       | Sindaco             | [ 31 ] |

### Gemellaggi
- Romilly-sur-Andelle
- Biebesheim am Rhein
- Markopoulo Mesogaias
- Palo Alto

## Sport

### Associazioni sportive
- A.S.D. Città di Palo 2020, militante nella stagione 2021-22 in Seconda Categoria Puglia (girone A);
- A.S.D. Puma Calcio;
- ASD Palo Football Club 1995 e Soccer Team Virtus Palo 2020, società di calcio attive a livello giovanile;
- A.S.D.C. Alisei;
- A.S.D. Dream Team Palo del Colle, squadra di calcio A5 militante nel girone G di Serie B 2021-22;
- A.S.D. Olimpia Palo, squadra di calcio A5 che nella stagione 2021-22 disputa il campionato di Serie C2 Puglia (girone A);
- A.S.D. Liberty Palo, attiva fino alla stagione 2015-16, anno in cui ha giocato in Promozione Puglia (girone A), prima di trasferire il titolo sportivo a Bari;
- A.P.D. Palo Sporting Club, squadra di pallavolo che, durante la stagione sportiva 2009/10, ha disputato il campionato regionale di serie C maschile[32]. Invece, la squadra femminile nella stagione 2021-22 disputa il campionato di Serie D (girone B);
- A.S.D. Winner Sport Palo;
- A.S.D. Kim yu Sin, società di taekwondo che nel 2017, dopo aver vinto ben 2 titoli interregionali e 1 titolo internazionale, si è classificata al 2º posto al 3° Trofeo Grecia Salentina, competizione internazionale svoltasi a Martano, in Salento.

### Impianti sportivi
I più importanti centri sportivi sono:
- centro sportivo Alisei;
- stadio comunale.

### Altre fonti
- Trimestrale "Il Faro Palese", annate e numeri vari.